# Carl Philipp Kunhardt

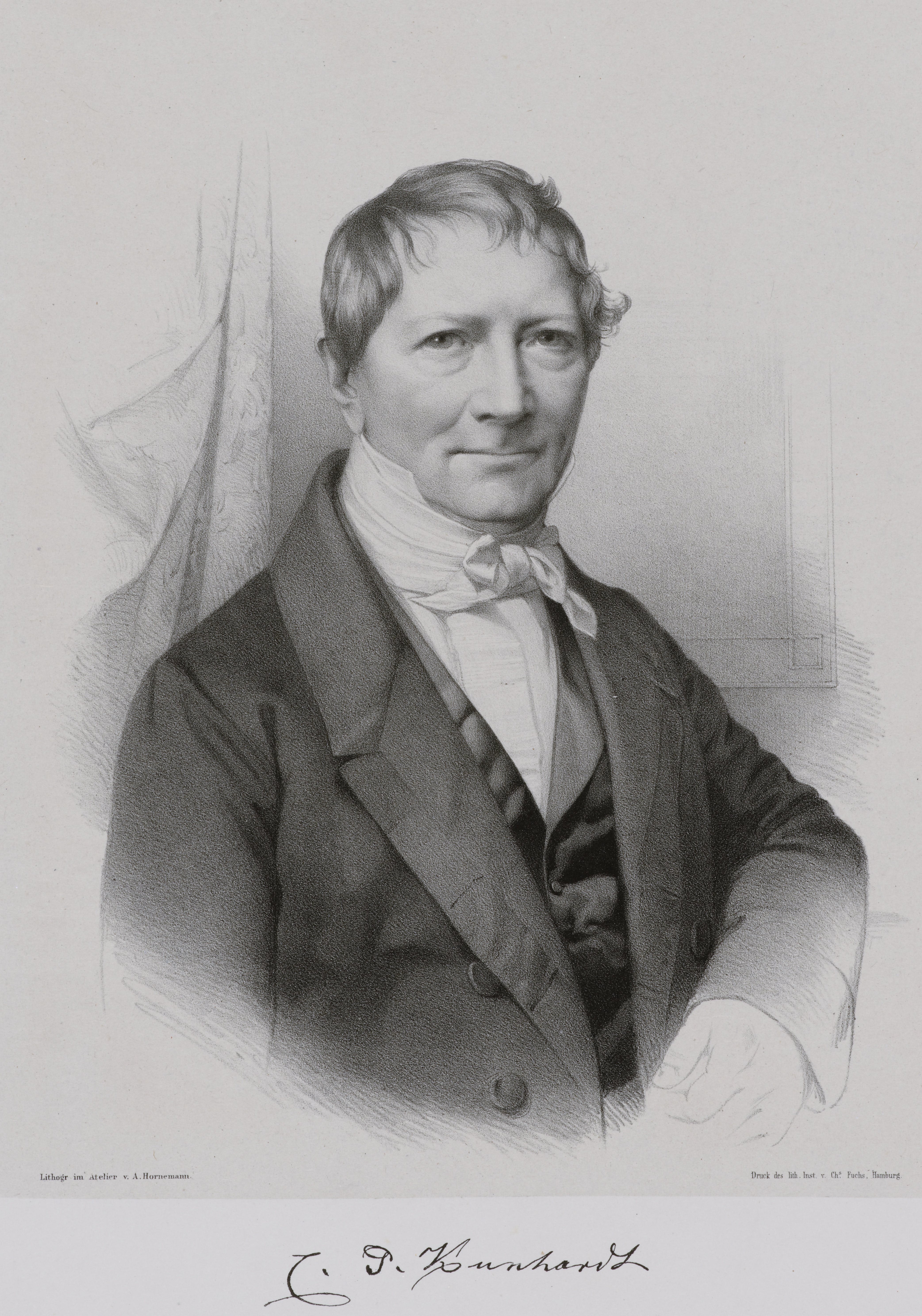
Carl Philipp Kunhardt

Carl Philipp Kunhardt (* 30. Oktober 1782 in Osterholz; † 7. Oktober 1854 in Hamburg) war ein deutscher Kaufmann, Offizier und Oberalter.

## Herkunft und Familie
Kunhardt stammt aus dem Geschlecht der Kunhardt und war das jüngste Kind des Advokaten Daniel Otto Kunhardt (1721–1792). Sein älterer Bruder Heinrich Kunhardt (1772–1844) war Professor und Subrektor am Katharineum zu Lübeck. Zwei weitere Brüder, Daniel Otto Kunhardt (1775–1813) und Georg Wilhelm Kunhardt (1777–1848), waren Tapetenfabrikanten in Hamburg.
Am 28. August 1810 heiratete er Henriette Geffcken (1791–1863), Tochter des aus Neuhaus an der Oste stammenden Hamburger Kaufmanns Hinrich Geffcken (1748–1806), und Schwester des Senators Heinrich Geffcken (1792–1861) sowie des Kaufmanns und Präses der Hamburger Handelskammer von Mai 1835 bis Juni 1836, Gottfried Geffcken, (*6.9.1796, gest. am Tag des großen Hamburger Brandes, dem 5.5.1842). Das Ehepaar hatte 12 Kinder:
1. Mathilde (1811–1873) ⚭ 1831 Georg Heinrich Voß (1797–1872), Kaufmann in Lübeck
2. Bertha (1812–1886) ⚭ 1833 Johann Diedrich Bieber (1796–1875), Apotheker und Oberalter
3. Minna (1814–1885) ⚭ 1841 Johann Friedrich Albrecht August Meyer (1807–1893), Jurist und Bibliothekar
4. Carl Hermann (1816–1864), Prediger in Buxtehude ⚭ I. 1846 Johanna Margaretha Henriette Leddien (1823–1855), ⚭ II. 1856 Maria Louise Leddien (1825–1888)
5. Otto Wilhelm (1818–1888), Kaufmann und Mitglied der Hamburgischen Bürgerschaft ⚭ 1844 Antonia Henriette Brunn (1823–1876)
6. Georg Eduard (engl.: George Edward) (1820–1860)[1], Kaufmann in New York ⚭ 1846 Elizabeth Moulton (1828–1872)
7. ein ungetaufter Sohn (*/† 1822)
8. Ida (1823–1870) ⚭ Ludwig Ferdinand Herbst (1811–1894)[2], Professor an der Gelehrtenschule des Johanneums
9. Heinrich Rudolph (engl.: Henry Rudolph) (1826–1895)[3], Kaufmann in New York ⚭ 1857 Catherine Bradish (1835–1901)
10. Susanne (1827–1872) ⚭ Hermann Gries (1810–1892), Jurist und Oberaltensekretär
11. Carl Alfred (1831–1834)
12. Elisabeth (1835–1905) ⚭ Johannes Hermann Schilling (1829–1864), Ingenieur

## Leben und Wirken
Kunhardt stieg als Kaufmann in die Drogenhandlung seines Schwiegervaters Hinrich Geffcken ein und führte dieses gemeinsam mit seinem Schwager, dem Senator Heinrich Geffcken, unter dem Namen G. Lipmann & Geffcken fort. Dieses Handelshaus war 1746 von Gottfried Lipmann (1711–1792) gegründet worden. Hinrich Geffcken stieg in das Geschäft ein und führte es nach dem Tod seines Compagnons als Alleininhaber fort. Die Firma handelte mit Lackrohstoffen, Wachs, Bindemittel-Harzen sowie mit Farb- und Gerbstoffen. Die Firma existiert noch heute unter dem Namen G. Lipman & Geffcken (GmbH & Co.) mit Sitz in Hamburg-Allermöhe. Nachdem Geffcken und Kunhardt 1844 in Hamburg den Antrag, „Israeliten zum Ehrbaren Kaufmannsberuf zuzulassen“, gefördert hatten, soll der damals 14-jährige spätere Erfinder Siegfried Marcus (1831–1898) im Jahr 1845 bei dieser Firma in die Lehre gegangen sein.
Als Hamburger Bürger übernahm Kunhardt verschiedene Ehrenämter. Im Jahr 1812 wurde er Adjunkt und 1813 Subdiakon an der Hauptkirche Sankt Katharinen. Im Jahr 1814 wurde er von der Bürgermilitärkommission zum Hauptmann und Chef der 6. Kompanie im 2. Bataillon des, nach der Hamburger Franzosenzeit, neu gegründeten Hamburger Bürgermilitärs gewählt. Im Jahr 1817 wurde er an das Gasthaus gewählt, 1821 zum kaufmännischen Richter an das Niedergericht, 1822 zum Mitglied der Bürgermilitärkommission und 1825 in die Theerhofskommission. Im Jahr 1828 wurde er zum Diakon, Juraten und in die Stempel-Deputation gewählt. 1829 wurde er Provisor am Krankenhaus, 1830 Kämmereibürger und 1833 Verwalter des Gotteskastens.
Im Jahr 1843 beantragte der Senat eine neue Verordnung zum Hypothekenwesen. Die Erbgesessene Bürgerschaft wollte diese Verordnung nicht akzeptieren und forderte eine Bürgerdeputation. Am 14. Dezember 1843 wurden drei Senatsmitglieder, drei Rechtsgelehrte aus der Bürgerschaft, sowie jeweils ein Bürger aus jedem der fünf Kirchspiele in diese Hypothekendeputation gewählt. Kunhardt wurde, als Bürger aus dem Kirchspiel Sankt Katharinen, Mitglied dieser Deputation. Das von der Deputation erarbeitete „Gesetz über Grundeigenthum und Hypotheken für Stadt und Gebiet“ trat erst 1869 in Kraft.
Am 12. Juni 1846 wurde Kunhardt als Nachfolger von Peter Friedrich Röding (1767–1846), zum Oberalten im Kirchspiel Sankt Katharinen gewählt. Im selben Jahr wurde Kunhardt Leichnamsgeschworener und 1851 Alter am Gasthaus. Nach seinem Tod folgte Frans Heinrich Schlüter (1783–1857) ihm als Oberalter nach.